# Intervención militar francesa en Mali de 2013
La Intervención militar en Malí fue una operación llevada a cabo desde enero de 2013 por Francia y el gobierno de Malí en la Operación Serval en el norte de ese país con el apoyo de varios países africanos y occidentales, bajo el amparo de la ONU y con el objetivo de frenar el avance de rebeldes islamistas ligados a Al Qaeda y que desde 2012 gobiernan de facto el norte del país.
Hay que recordar que a fines del siglo XIX Malí se convirtió en colonia de Francia, sumándose al África Occidental Francesa con una parte de Mauritania, Burkina Faso y Níger. Este año es nuevamente intervenida por Francia con apoyo local.
Dicha operación finalizó el 13 de julio de 2014 y fue reemplazada por la Operación Barkhane en la zona del Sahel.
A pesar de los avances y la supuesta victoria de esta misión de la coalición liderada por Francia, la situación en el país sigue siendo incierta y las tropas de la coalición, aunque mayoritariamente de la ONU, son víctimas de ataques.

## Escenario

### Surgimiento del Azawad
La histórica región de Tombuctú pertenece oficialmente al territorio de la República de Malí. No obstante, desde principios de 2012, el Movimiento Nacional para la Liberación del Azawad (MNLA), una organización independentista mayoritariamente tuareg, se alzó en rebelión contra el gobierno central con el apoyo de grupos islamistas como Ansar Dine, y el Estado de Malí fue perdiendo paulatinamente el control de la zona.

### Conquista de Tombuctú por los rebeldes tuaregs
Aprovechando la inestabilidad que imperaba en Malí tras el golpe de Estado de 2012 que desposeyó del poder al presidente Amadou Toumani Touré, los rebeldes asediaron las principales ciudades septentrionales del país. Tras un avance militar rápido y exitoso que les llevó a tomar numerosas localidades, los rebeldes lograron tomar la ciudad de Tombuctú el 1 de abril de 2012. Tras intensas horas de combates, Tombuctú caía en manos de los rebeldes.

### Ascenso y toma del norte por los islamistas

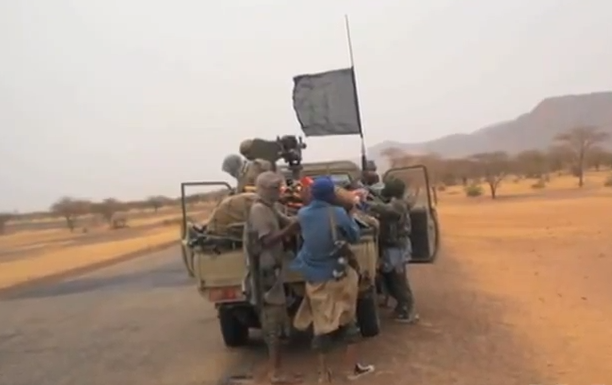
Rebeldes islamistas del norte de Malí

Las organizaciones islamistas de Ansar Dine, Movimiento por la Unidad y la Yihad en África Occidental (MUYAO) y Boko Haram, con la presencia interrumpida de Al Qaeda del Magreb Islámico, presentaron su apoyo a la rebelión.
No obstante, desde la toma de Tombuctú comenzaron a aumentar las tensiones entre los nacionalistas tuareg de corte mayoritariamente secular y los rebeldes de inspiración islamista, especialmente en relación con las diferentes visiones sobre el modelo de Estado a implantar en el territorio tomado de Azawad y la posible imposición de la Sharía. Las tensiones desembocaron en enfrentamientos armados, que llevaron a la toma por los islamistas de Ansar Dine y del MUYAO durante la batalla de Gao de dicha ciudad el 27 de junio. La ofensiva islamista continuó. Para el 17 de julio de 2012, los rebeldes tuareg habían sido expulsados por sus aliados. Así, el resultado inesperado del levantamiento tuareg y del colapso del Estado de Malí tras el golpe de Estado fue la creación de un miniestado fundamentalista islámico en el norte del país.

### Petición de intervención
El 24 de septiembre de 2012 el gobierno maliense se dirigió a las Naciones Unidas con el objetivo de pedir que una fuerza militar internacional ayudara al Ejército de Malí a recuperar el control del Azawad.
La solicitud fue presentada por los entonces presidente y primer ministro del país africano, Dioncounda Traoré y Cheick Modibo Diarra, respectivamente, a través de una carta enviada al secretario general de Naciones Unidas, Ban Ki Moon.
El 20 de diciembre de 2012 el Consejo de Seguridad de la ONU autorizó el envío de una fuerza militar conjunta africana (AFISMA), siendo aprobada la propuesta por unanimidad de los 15 miembros del Consejo y en presencia del ministro de Asuntos Exteriores de Malí, Tieman Coulibaly.
El respaldo de Francia responde a que las Fuerzas Armadas de Mali se han visto impotentes ante la rebelión en el norte, lanzada inicialmente por los islamistas y los rebeldes tuareg, pero capitalizada en los últimos días por grupos armados como Al Qaeda del Magreb Islámico (AQMI) y Ansar Dine, que tomaron el control de todo el norte de Malí.
Desde entonces, los fundamentalistas religiosos impusieron en la región una interpretación rigorista de la ley islámica en las principales ciudades, azotando, amputando, ejecutando a los infractores, y hasta destruyendo antiquísimos mausoleos de santos musulmanes, que consideran como una herejía.

### Combates

#### Ofensiva francesa con bombardeos
El ejército maliense, apoyado por fuerzas francesas, retomó el sábado el control de la ciudad de Konna (centro) tras violentos enfrentamientos que causaron "unos cien muertos" en las filas de combatientes islamistas provenientes del Norte, indicó el Estado Mayor maliense.

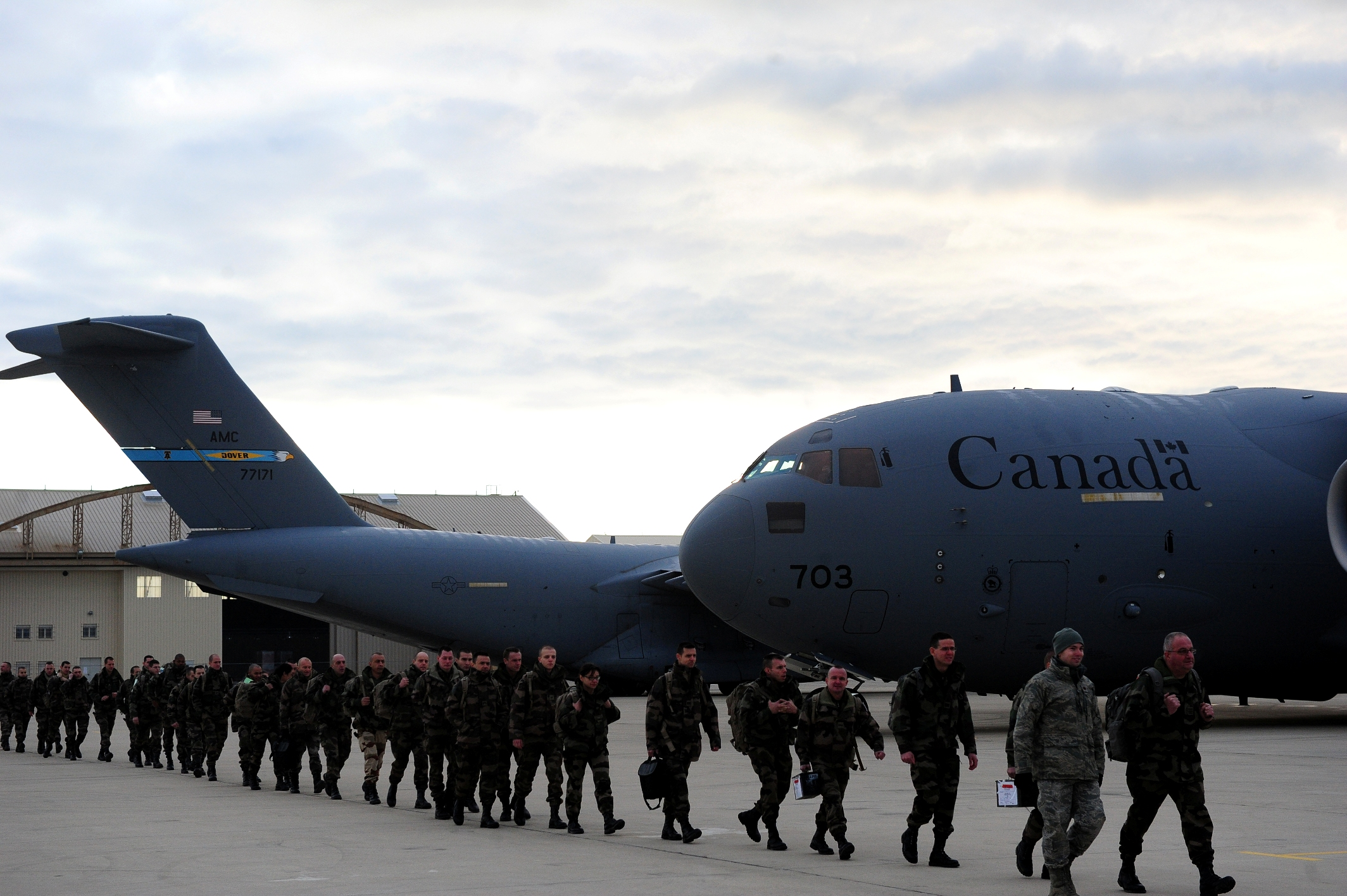
Aviones C-17 de origen canadiense y estadounidense cargando tropas francesas en la Base Aérea de Istres-Le Tubé con destino a Mali (21 de enero de 2013)

Respecto a los partes que llegan desde la zona de combate en el centro de Malí, el teniente Ousmane Fané, del Estado Mayor maliense, informó: "Dejamos decenas de muertos, tal vez incluso un centenar, entre los islamistas en Konna. Controlamos la ciudad. Toda la ciudad".
El presidente maliense, Dioncounda Traoré, informó por televisión de que el ejército había tenido 11 muertos y unos 60 heridos en los combates, además de una baja francesa el viernes.

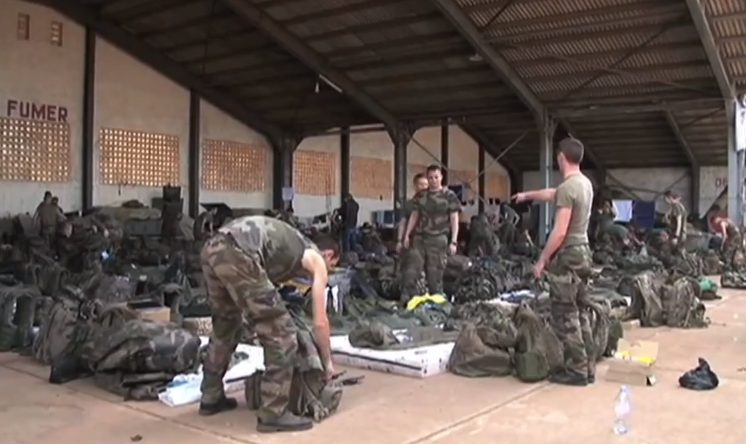
Tropas francesas arribando a Bamako

La fuerza aérea de Francia, "en guerra contra el terrorismo" en Malí, bombardeó el 13 de enero por primera vez importantes posiciones islamistas en el norte del país, en Gao y en Kidal, en el corazón de los territorios donde actúan los grupos yihadistas.
Cuatro aviones franceses de combate Rafale destruyeron campos de entrenamiento y depósitos de logística próximos de Gao (a unos 1.200 kilómetros de Bamako), de acuerdo con el ministerio francés de Defensa.
Los aviones franceses también realizaron ataques en Aghabo, a unos 50 kilómetros de Kidal, en el extremo noreste del país, de acuerdo con una fuente regional de seguridad. Aghabo es una base importante del grupo islamista Ansar Dine ("Defensores del Islam").
Un campo de entrenamientos de combatientes yihadistas fue destruido en Léré, próximo de Mauritania, así como otros objetivos en Douentza (a unos 800 kilómetros al norte de Bamako).
"Hay operaciones constantemente. Los hay en este momento, los habrá en la noche y los habrá mañana", dijo el ministro Le Drian.
Gao, Kidal y la ciudad histórica de Tombuctú son las tres principales ciudades del desértico norte de Malí.
Ocupadas por grupos islamistas desde hace nueve meses, esas ciudades se convirtieron en puntos neurálgicos para los grupos armados que operan en esas zonas: Ansar Dine, Al Qaeda en el Magreb Islámico (AQMI), y el Movimiento para la Unicidad y la Yihad en África Occidental (MUJAO).
Níger, Burkina Faso, Togo y Senegal ya anunciaron el envío de 500 hombres cada uno. Benín, por su parte, enviará 300 soldados.
El 14 de enero la aviación francesa volvió a bombardear el oeste y norte de Malí para contrarrestar el avance de combatientes islamistas, quienes sin embargo lograron tomar una pequeña localidad en el centro del país y acercarse más a la capital, informó el gobierno galo.
También atacaron Douentza y Aghabo, en el oeste del país, un punto difícil. En el este de Malí, los grupos terroristas fueron bloqueados, la ciudad de Konna fue abandonada y los grupos terroristas se replegaron en Dountza, donde ahora se dirigen nuestros ataques, así como en otros puntos del oeste del país”, agregó Le Drian. Además arrebatarle al ejército maliense la localidad de Diabali, en el centro del país, a 400 kilómetros de Bamako.

#### Batalla por Diabaly
El 16 de enero las fuerzas especiales francesas junto a tropas malienses y aviones de la fuerza aérea francesa, se enfrentaron “cuerpo a cuerpo” en Diabaly (oeste), a los combatientes islamistas vinculados a Al Qaeda, que afirman haber realizado el mismo día un ataque contra una instalación petrolera en Argelia.
Según esos reportes, el objetivo de la ofensiva es desalojar a esas bandas armadas de la estratégica posición, que ocupan desde el lunes último en Diabaly.
La recuperación de esa ciudad permitiría a las unidades malienses y sus aliados franceses avanzar por tierra mediante una ofensiva hacia el norte, donde se presume que los extremistas islámicos se han hecho fuertes.
En Diabaly, ubicada a unos 350 kilómetros al norte de Bamako, capital maliense, las fuerzas rivales combaten incluso en las calles de esa ciudad, de acuerdo con informaciones de emisoras radiales.
Diabali, a 400 kilómetros al norte de la capital Bamako, fue tomada el lunes por los islamistas, presuntamente dirigidos por el argelino Abú Zeid, uno de los jefes de Al Qaeda en el Magreb Islámico (AQMI).
La localidad fue bombardeada varias veces por la aviación francesa, pero los islamistas no se fueron completamente de ella y, según varios testimonios, intentan mezclarse con la población y utilizarla como escudo.
Según el ministro francés de Defensa, Jean-Yves Le Drian, “Son varios centenares, más de un millar, 1.200 o 1.300, de terroristas en la zona, que posiblemente reciban refuerzos” en el futuro, añadió.
Finalmente el 18 de enero de 2013, Diabaly fue recuperada por las Fuerzas Armadas de Mali.

#### Recuperación de Konna
Durante la noche del 18 de enero de 2013, soldados malienses –apoyados por militares franceses en el terreno y por bombardeos de los helicópteros galos- pudieron ingresar a Konna, en el centro de Malí, para recuperar el poder.
Al mismo tiempo, una pequeña unidad de las fuerzas especiales francesas se instaló en las inmediaciones de Markala, sobre el puente del río Níger, 260 kilómetros al noreste de la capital Bamako, para apoyar la movilización de los soldados de Malí y para preservar la principal ruta que lleva a la capital.
La misión incluye el despliegue de una decena de vehículos, la instalación de baterías de misiles y morteros y de efectivos en trincheras cercanas a la estructura metálica del puente, según mostró la cadena internacional de televisión France 24.

#### Toma de Gao

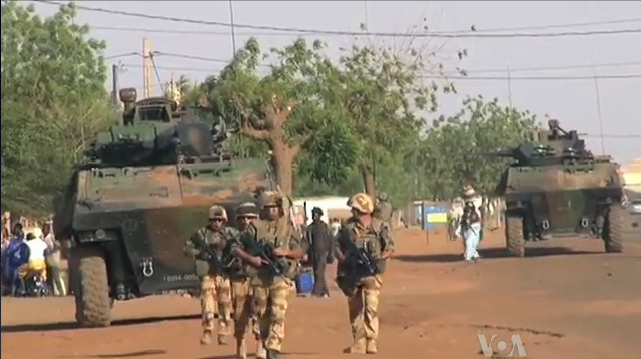
Soldados franceses en Gao, marzo o abril de 2013

El 26 de enero los Ejércitos de Francia y de Malí tomaron el aeropuerto de Gao y el puente de la misma, el aeropuerto era un bastión islamista situado 1200 kilómetros al noreste de Bamako.
Las posiciones de los islamistas en Gao habían sido golpeadas por la Fuerza Aérea Francesa, incluyendo aviones de combate Rafale, que tenía por objeto «campos de entrenamiento, infraestructura y depósitos de logística que constituían a las bases de retaguardia de los grupos terroristas» según París.
El 27 de enero las tropas francesas finalmente tomaron la ciudad forzando a los terroristas a huir de ella.

#### Recuperación de Tombuctú y Kidal
El 28 de enero de 2013 fuerzas francesas y malienses logran recuperar la ciudad de Tombuctú, luego de que los rebeldes islamistas que la habían ocupado huyeran del antiguo centro comercial del Sahara e incendiaran varios edificios, entre ellos una biblioteca con invalorables manuscritos. Dicha recuperación de tal ciudad se produce luego de la toma de la ciudad de Gao, ciudad que había sido ocupada en el año 2012. No se produjeron enfrentamientos entre ambas fuerzas, lograron entrar sin problemas a la ciudad 1000 soldados y paracaidistas franceses y 200 soldados malienses tomando el aeropuerto de Tombuctú y rodeando la antigua localidad, buscando bloquear la huida de los insurgentes vinculados con Al Qaeda.
Rebeldes del movimiento independentista tuareg MNLA dijeron que lograron recuperar la ciudad de Kidal también, luego de que los islamistas huyeran del lugar. Un diplomático confirmó en Bamako las declaraciones del MNLA.

#### Toma del bastión rebelde de Bourem
Las fuerzas franco-malienses tomaron el bastíón rebelde de Buorem entre la noche del 16 y el 17 de febrero de 2013. Los extremistas se trasladaron a Bourem después de que fueran expulsados de Gao, Tombuctú y Kidal. Además un representantes de los grupos yihadistas declaró que iban a utilizar la táctica de bombas en las carreteras y ataques terroristas suicidas.

#### Operación Pantera
El 19 de enero de 2013 en la denominada operación Pantera grupo de militares galos recibieron apoyo de una patrulla de blindados armados con ametralladoras de 105 milímetros de calibre, además de que dos cazabombarderos Mirage que intervinieron para "destruir dos nidos de ametralladoras" de los islamistas. En esta, más de 150 militares franceses y malienses participaron en la localidad de Andrar y tuvieron como objeto erradicar a los milicianos.
Esa operación tuvo como objetivo "desmantelar los santuarios terroristas" del norte de Malí y "desorganizar" a los grupos terroristas asentados en la zona. La operación tuvo buenos resultados ya que se localizó, eliminó a más de una veintena de terroristas y se destruyeron importantes depósitos de munición.
Además ese día una sección de comandos paracaidistas, dotada de apoyo aéreo y reforzada con vehículos blindados, sufrió una emboscada de "grupos terroristas" a unos 50 kilómetros de Tessalit y que se saldó con la muerte de un militar francés, además de este militar, el ministro de defensa francés confirmó en la operación murieron también más de una veintena de islamistas.

#### Lucha islámica por la recuperación de las ciudades de Gao, Kidal y Tombuctú
Pese a la ofensiva gala, recientemente penetraron en Gao y otras demarcaciones malienses grupos de insurgentes, los cuales intentan recuperar importantes ciudades norteñas, antes en su poder.
Los focos de inestabilidad en este país africano persisten en ciudades como Gao, Kidal y Tombuctú.

#### Desarrollo
Sobre el terreno, las fuerzas regulares francesas en Malí avanzaron hacia el norte y tomaron posiciones en las localidades de Niono y Sévaré, indicó el 20 de noviembre el portavoz en Bamako de la operación Serval.
“El despliegue hacia el norte de fuerzas de la operación Serval, iniciado hace 24 horas, está en marcha en las localidades de Niono y Sévaré, donde llegaron y se están instalando”, precisó el teniente coronel Emmanuel Dosseur.
El 19 de diciembre, el ejército malí patrulló los alrededores de Diabali, a 400 km al norte de Bamako, aparentemente abandonado por los combatientes islamistas quienes el 14 de enero tomaron por sorpresa la localidad.
En tanto, el grupo islamista Ansar Dine (Defensores del Islam) afirmó el 20 de enero de 2013 que mató a 60 soldados malienses y que derribó dos helicópteros franceses desde el 10 de enero. Reconoció asimismo la pérdida de ocho "muyahidines".
Las autoridades malienses habían informado sobre la muerte de 11 soldados en combates alrededor de Konna, mientras que París había anunciado la muerte de un piloto de helicóptero.
Varias fuentes informaron de un repliegue de los combatientes islamistas desde el centro del país hacia Kidal, en el noreste del país, a 1.500 km de Bamako. Kidal fue la primera localidad que, en marzo de 2012, conquistaron los rebeldes tuareg y los grupos islamistas, que enseguida expulsaron a sus antiguos aliados.
"Los islamistas están abandonando otras regiones para dirigirse hacia Kidal, que es una zona montañosa", indicó el domingo a la AFP una fuente malí de seguridad.
En Bamako, los representantes de las comunidades árabe y tuareg de Malí denunciaron las exacciones contra miembros de su comunidad luego de la liberación de las ciudades y localidades que estaban bajo control de los islamistas. Esta violencia también fue señalada por Human Rights Watch, que evoca "asesinatos".
Las tropas francesas y malienses, una columna de unos 30 vehículos blindados en la que había unos 200 soldados malíes y franceses entró en la ciudad de Diabali sin encontrar resistencia, indicó un periodista de la AFP que acompañaba a los militares. Entraron la mañana del 21 de enero de 2013 en las ciudades de Diabali y Douentza, que habían sido conquistadas días atrás por los grupos integristas que controlan el norte de Malí, informó el Ministerio de Defensa galo. Se informó que las tropas francesas habían tardado cuatro horas en recorrer el centenar de kilómetros que separan Niono, de donde habían salido de madrugada, y Diabali. Se indicó que la inquietud de los militares ahora era la situación en los alrededores de la ciudad, ya que se temía que hubieran quedado grupos de rebeldes escondidos.
"France 2" mostró también imágenes de unos edificios de Tombuctú que dijo que habían sido bombardeados ayer por aviones franceses porque se sospechaba que podían albergar un centro de mando de los grupos integristas que controlan la región. La televisión indicó que se desconocía si se habían producido víctimas.
El 23 de enero la aviación francesa realizó ataques aéreos en el sur de Gao (noreste de Malí, cerca de la frontera nigeriana, mientras islamistas tuareg surgidos del grupo armado Ansar Dine (Defensores del islam) crearon un nuevo movimiento que aboga por una solución "pacífica" al conflicto.
Los aviones franceses atacaron en la noche del 24 posiciones de los grupos islamistas armados en Ansongo, localidad situada 80 km al sur de Gao y a una distancia equivalente de la frontera nigerina, según fuentes de seguridad de Malí y de Níger.
Estos nuevos ataques franceses ocurrieron cuando uno de los tres grupos islamistas armados que ocupan el norte de Malí, Ansar Dine, se escindió en dos.
Más de 2.000 soldados chadianos y 500 nigerinos se están desplegando en Ualam, en Níger, no lejos de la frontera maliense.
Estarían encargados de abrir una nueva vía para perseguir los grupos islamistas armados en Malí, en el marco de la fuerza de intervención africana, bajo mandato de la ONU, encargada de reemplazar posteriormente al ejército francés en Malí, según fuentes militares.
El 26 de enero, España envió un avión con militares a bordo a Dakar, Senegal, donde tiene su base el Ejército francés.
La misión, que se ha denominado 'Marfil', apoyará el despliegue de capacidades de los países que forman parte de la Comunidad Económica de Estados de África Occidental, según el coronel Enrique Biosca, jefe del Ala 31 del Ejército del Aire de España de la base de Zaragoza. A bordo del avión viajan 30 militares, pero a partir del 28 al 30 de enero al destacamento se sumarán otros 20 efectivos adicionales, hasta llegar a alrededor de 50. Asimismo, el Hércules no hará vuelos 'intrateatro', es decir, dentro del propio Mali.
Por su parte el 29 de enero el Reino Unido decidió el envío de 250 funcionarios a Mali y al oeste de África para apoyar a las tropas francesas, además de 40 consejeros militares para entrenar a los soldados de Malí y 200 soldados británicos que serán enviados a los países vecinos.
Por otra parte el 9 de febrero soldados leales al presidente depuesto Amadou Toumani Toure abrieron fugo contra las tropas gubernamentales con el saldo final de un muerto, esto ocurrió justamente en la base de Djikoroni-Para, situada en la orilla del río Níger. Además cabe destacar que Francia y Malí también tomaron el control de la ciudad de Tessalit en confrontación contra las fuerzas de Al Qaeda.
Por otro lado dos hombres armados con explosivos se hicieron detonar en Malí como una nueva modalidad de atacar a las tropas coaligadas con el saldo de dos heridos, estos sucedieron entre el 8 y el 9 de febrero. Además el sábado por la mañana, dos jóvenes que llevaban cinturones explosivos fueron detenidos a 20 km al norte de Gao.
Mientras tanto el 10 de febrero ataques contra la ciudad de Gao se llevaron a cabo por los yihadistas, estos multiplicaron en los últimos días sus acciones en forma de atentados suicidas, mediante la colocación de minas en las carreteras y en forma de guerrilla urbana.
El 18 de febrero de 2013 la Unión Europea dio luz verde a la misión de enviar militares de dicho continente para asesorar y entrenar a los malienses en la lucha contra los insurgentes. Ya han llegado 70 soldados y se tiene previsto que lleguen 500.
El 22 de febrero de 2013 soldados chadianos se enfrentaron a islamistas en el Norte de Malí, la batalla costó un saldo de 13 soldados chadianos muertos y 6 heridos, mientras que por parte de los islamistas, 65 de ellos murieron y 5 vehículos resultaron destruidos.
El 28 de febrero de 2013 el comandante de la Organización Al Qaeda (AQIM) Abdelhamid Abu Zeid fue abatido por las fuerzas coaligadas, esto ocurrió durante una operación en el montañoso norte del país.
Abu Zeid estaba entre los 40 militantes que perdieron la vida hace 3 días en la región de Tigargara, en el norte de Malí, cerca de la frontera con Argelia.
El 3 de marzo de 2013 tropas francesas y chadianas se enfrentaron en el norte de Malí contra los yihadistas rebeldes, en esta perecieron 1 soldado francés (la tercera baja) y 50 islamistas abatidos el 1 de marzo de 2013, además cabe mencionar que el líder responsable de la toma de rehenes en In Amenas, Mojtar Belmojtar, fue asesinado. Otros 50 islamistas han sido arrestados desde el 28 de febrero.

#### Retirada de las tropas francesas, La ONU se hace cargo de Malí y continuación de la violencia
Finalmente el 1 de julio de 2013 Francia retiró todos sus efectivos militares de Malí para dar paso a la operación Barkhane en toda la zona del Sahel con el fin de combatir el terrorismo dejando a cargo a los cascos azules quienes decidieron intervenir militarmente en Malí para su protección a través de la misión denominada MINUSMA. Pero no significa que este país haya sido abandonado por las fuerzas francesas ya que aun permanece en Malí, aunque Francia paso el control de la situación a las Naciones Unidas. La situación en el norte del país sigue siendo incierta y las tropas de la ONU son víctimas de repetidos ataques.

## Cronología de la intervención

### 11 de enero
Francia fue el primer país en intervenir en el territorio maliense.
Primeramente se desplegaron soldados para defender las localidades controladas por el gobierno, entre ellas la capital, Bamako.
A continuación, se realizaron los primeros bombardeos aéreos a posiciones islamistas.
El 23 de febrero de 2013 soldados chadianos se enfrentaron a islamistas en el norte de Malí, el saldo resultó de 13 soldados chadianos muertos y 6 heridos y por el bando de los islamistas de 65 muertos y 5 vehículos destruidos.

### 12 de enero
El ejército maliense lanzó un ataque a la ciudad de Konna, ocupada por islamistas, y consiguió tomarla tras intensos combates. El ataque fue lanzado desde la localidad de Sévaré. Previamente Francia había bombardeado durante la madrugada y la víspera vehículos todoterreno usados por los fundamentalistas en los alrededores.
Ese mismo día se produjo la primera baja francesa y, por ende, europea, de la intervención: el teniente del cuarto regimiento de helicópteros Damien Boiteux.

### 13 de enero
Las fuerzas francesas bombardearon una de las mayores "bases" de los islamistas en Azawad, la ciudad de Gao. Entre los blancos de la ciudad se encontraban la zona de la Comisaría de Policía y la Dirección General de Aduanas, una de las bases del MUYAO.
La Aviación francesa también bombardeó un depósito de armas en Bourem y un campo militar a las afueras de Leré, cerca de la frontera con Mauritania.
Según un portavoz del Ejército maliense, murieron al menos un centenar de yihadistas, entre ellos un hombre fuerte de Ansar Dine llamado Abdel Karim.

### 14 de enero
Un grupo de rebeldes salafíes capturó la central localidad de Diabali, a 400 kilómetros de la capital.

### 15 de enero
El presidente francés, François Hollande, aseguró que había 750 soldados franceses en Malí y que se proyectaba el despliegue de 2500.
En la madrugada llegó a Bamako una columna de unos 40 vehículos blindados franceses desde Costa de Marfil, indicó un consejero militar.
En el plano militar, la aviación francesa bombardeó la localidad de Diabali y mató a varios yihadistas, según testigos. La ciudad había sido tomada previamente por combatientes islamistas dirigidos por el argelino Abu Zeid, uno de los jefes de Al Qaeda en el Magreb Islámico (AQMI).
Al mismo tiempo, los yihadistas abandonaron numerosas ciudades en el norte del país, como la ciudad de Gao, que fue bombardeada el domingo 13 de enero, resultando en la muerte de 60 combatientes, según habitantes y una fuente de la seguridad.
Los yihadistas también huyeron de Tombuctú, donde no hubo ningún bombardeo aéreo.
El vocero del grupo islamista Ansar Dine, Senda Uld Bumama, aseguró que se trata de "una retirada táctica".
Paralelamente, la Agencia EFE informó que el gobierno de Mauritania convirtió la frontera con Malí en "zona militar", con el fin de controlar todas las entradas y salidas de personas.

### 20 de enero
Llegan contingentes de Togo y Nigeria con el objetivo de apoyar a las tropas francesas, presentes en el sur de Malí.

### 21 de enero
Una columna de unos treinta blindados franceses entra en la ciudad Diabali, que había sido tomada por los grupos armados islamistas una semana antes. Ésta era uno de los objetivos principales de la operación Serval, ya que corta una posible ofensiva de las fuerzas islamistas hacia el sur y bloquea el paso hacia Mauritania.
Las tropas galas entraron en la ciudad junto a las fuerzas militares malienses, tomándola sin resistencia y con el objetivo de hacerse con su control en las horas siguientes.

## Fin de la operación
La Operación Serval o intervención militar en Malí fue finalizada el 13 de julio de 2014 para reemplazarla por otra denominada Operación Barkhane en el Sahel con el fin de detener el terrorismo, Según el ministro de Defensa Francés Le Dryan “se llevó a cabo con eficacia” pero los diputados franceses calificaron a esta operación lejos de lograr la reconciliación entre los malíes y la lentitud de establecimiento de las fuerzas de la ONU en Malí o MINUSMA.

### Acuerdos y violaciones del alto el fuego

#### Acuerdo de alto el fuego y violación del acuerdo, continuación de las hostilidades
El 25 de mayo de 2014 los tuaregs aceptaron el acuerdo de alto el fuego con Mali, la Unión Africana y la UE planteado el 23 de mayo de dicho año. Posteriormente las hostilidades se volvieron a reanudar.

#### Acuerdo de alto el fuego entre Mali y los grupos rebeldes
El 20 de febrero de 2015 se firmó en Argel un acuerdo para un alto el fuego inminente entre el Gobierno de Malí y las milicias sublevadas que controlan la parte meridional de este país africano.
El alto el fuego, bajo los auspicios del gobierno argelino y de la Misión de Estabilización de Naciones Unidas en Malí (MINUSMA), se ha firmado apenas dos días después de que comenzara la quinta ronda de negociaciones entre las partes, y pese a que arrancó bajo la sombra de la violencia en el norte del país bajo el auspicio también de Francia y España.

#### Violación del alto el fuego y continuación de las hostilidades
Luego de firmar un alto el fuego entre las partes insurgentes y del gobierno respaldadas por Francia y España entre otros el fuego de las armas de la insurgencia volvió a arremeter contra las fuerzas de las Naciones Unidas teniendo estas bajas constantes de manera continua.

#### Nueva declaración de alto el fuego del 20 de junio de 2015
La Coordinadora de movimientos del Azawad (CMA), que representa a los rebeldes tuareg, firmó el 20 de junio de 2015 en Bamako, el Acuerdo de Paz y Reconciliación nacional que permitirá alcanzar la paz en el norte de Malí, luchar contra el yihadismo y el narcotráfico, así como el regreso de más de 50.0000 refugiados. Entre los presentes en la ceremonia se encontraba Sidi Brahim Uld Sidati, dirigente del Movimiento Árabe de Azawad (MAA), quien tras firmar el acuerdo estrechó la mano al presidente de Malí, Ibrahim Boubacar Keita, También participaron en la ceremonia el ministro de Asuntos Exteriores y de Cooperación maliense, Adulaye Diop, y el vicepresidente del Movimiento Nacional de Liberación del Azawad (MNLA), Mamadu Djeri Maigua, quien en nombre de la CMA subrayó que “la paz no se alcanzará a través de una firma”. La firma del acuerdo, sin embargo, no garantiza por sí sola la paz en Malí, pues sigue abierto el conflicto del yihadismo, que en esta zona también está reconfigurando sus alianzas en la particular lucha entre Al Qaeda y el llamado Estado Islámico.

## Abusos contra los derechos humanos
Tras 14 días de intervención militar francesa en el país desde el 11 de enero de 2013, dos organizaciones de defensa de los derechos humanos pidieron que se investiguen los supuestos abusos de las tropas malienses, en concreto contra las comunidades árabe y tuareg, mayoritarias dentro de los grupos islamistas.
El nuevo grupo salido de la escisión de Ansar Dine ("Defensores del Islam") se llama Movimiento Islámico de Azawad (Mia). Azawad es el nombre que los tuaregs dan al norte de Malí. El MIA reafirma su independencia y su voluntad de ir hacia una solución pacífica", añade el comunicado y asegura además estar "ocupándose" de la región de Kidal, en la frontera con Argelia, y pide a las autoridades francesas y malienses "el fin de las hostilidades" y un "diálogo político inclusivo".
Según la Federación Internacional por los Derechos Humanos (FIDH), que acusa a los soldados malienses de haber llevado a cabo "una serie de abusos y ejecuciones sumarias", al menos 11 personas fueron asesinadas en Sevare (650 km al noreste de Bamako).
Otra ONG, Human Rights Watch (HRW), pide el envío de observadores de la ONU al país y está investigando "las alegaciones de abusos graves implicando a miembros del ejército maliense".

## Críticas
Si bien explícitamente el presidente francés François Hollande justificó la participación francesa por motivos de pacificación y rechazó la existencia de intereses políticos o económicos con estas palabras:

"Francia es un país libre, tiene valores" [...] "no estamos defendiendo ningún tipo de interés político o económico en Malí, defendemos simplemente la paz".

Especialistas como G. Labarthe, fundador de la agencia de noticias suiza DATAS y especialista en África, asegura que parece claro que Francia y el resto de los países implicados en Malí también se están moviendo por el interés de asegurar los yacimientos mineros de la región, como ya sucediera hace dos años con Libia. Durante los meses anteriores a la intervención Le Monde publicó diversos artículos sobre la importancia de los depósitos de uranio y cuestionó una posible intervención militar.
Igualmente la organización Global Research señaló que en los alrededores de Faléa en la región de Kayes al sur del país, existen importantes yacimientos de uranio cuyo acceso podría ser potencialmente importante para la industria nuclear francesa. En esa misma región, la corporación canadiense Rockgate lleva años realizando prospecciones. También existen depósitos importantes de uranio en la región de Gao. Por otra parte, AQMI (Al Qaeda del Magreb Islámico) tiene retenidos a 7 rehenes franceses y los islamistas suponen una amenaza de seguridad para toda la región de Sahel, donde viven miles de ciudadanos franceses.